# جيمس ألكسندر توم
جيمس ألكسندر توم (بالإنجليزية: James Alexander Thom)‏ (28 مايو 1933)؛ صحفي وروائي أمريكي.